# Monocarpia
Monocarpia es un género de plantas fanerógamas perteneciente a la familia de las anonáceas. Son nativas del sudeste de Asia.

## Sistemática
El género fue descrito por Friedrich Anton Wilhelm Miquel y publicado en Annales Museum Botanicum Lugduno-Batavi 2: 12. 1865. La especie tipo es: Monocarpia euneura.

### Lista de especies
Se reconocen cincon especies:
- Monocarpia blancoi Fernandez-Villar
- Monocarpia euneura Miq.
- Monocarpia kalimantanensis Kessler
- Monocarpia marginalis (Scheff.) J. Sinclair
- Monocarpia siamensis Craib